# Yuri Jonathan Vitor Coelho
Yuri Jonathan Vitor Coelho (12 de junio de 1998) es un futbolista brasileño que juega como delantero.
En 2017, Yuri se unió al Ponte Preta. Después de eso, jugó en el Coimbra y Gainare Tottori.

## Trayectoria

### Clubes
| Club            | País   | Año         |
| --------------- | ------ | ----------- |
| Ponte Preta     | Brasil | 2017 - 2018 |
| Coimbra         | Brasil | 2018        |
| Gainare Tottori | Japón  | 2019 -      |